# Chaussée d'Antin-La Fayette
Chaussée d'Antin-La Fayette è una stazione della metropolitana di Parigi sulle linee 7 e 9, sita nel IX arrondissement di Parigi.

## La stazione
La stazione venne aperta nel 1910. In questo luogo esistevano degli acquitrini situati a nord dell'antica porte Gaillon (una delle porte edificate sotto il regno di Luigi XIII). I frequenti soggiorni di Luigi XV a Parigi spinsero a costruirvi delle eleganti dimore quali quella di Louis Antoine de Pardaillan de Gondrin, duca d'Antin (1665-1736), figlio della marchesa di Montespan e sovrintentendente dei Bâtiments du Roi, che dà il suo nome alla strada e poi alla stazione.

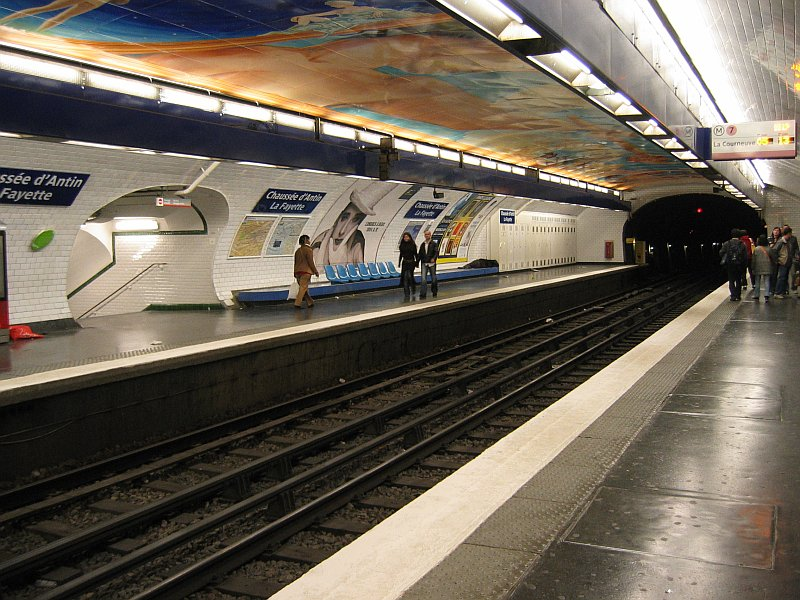
Banchina della linea 7
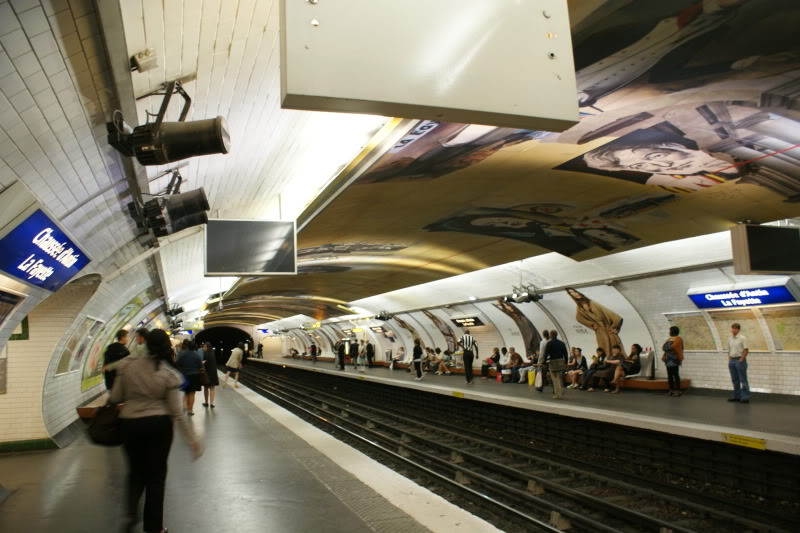
Banchina della linea 9

## Interconnessioni
- Bus RATP

## Nelle vicinanze
- Les Galeries Lafayette